# Европейска народна партия
Европейската народна партия (ЕНП) е европейска политическа партия, основана през 1976 г. от християндемократически партии. По-късно ЕНП включва в редиците си консервативни и други дясноцентристки политически партии.
ЕНП е най-голямата партия в Европейския парламент от 1999 г. Председателят на Европейската комисия е от ЕНП. Много от бащите основатели на Европейския съюз са от партии, които по-късно формират групата на ЕНП.
ЕНП включва партии като германския Християндемократически съюз (ХДС), френските Републиканци (Р), испанската Народна партия (НП), полската Гражданска платформа (ГП), също така има партии членки във всички страни от ЕС.

## История
ЕНП е основана на 8 юли 1976 г. в Люксембург по инициатива на Жан Сайтлингер, Лео Тиндеманс (по това време министър-председател на Белгия), който става първият председател на партията, и Вилфрид Мартенс, председател на ЕНП от 1990 до 2013.
В края на 1990 г. финландският политик Саули Нийнистьо договаря вливането на Европейския демократичен съюз, на когото той е бил председател, в ЕНП.
През октомври 2002 г. Европейският демократичен съюз преустановява дейността си след като изцяло се е слял с ЕНП, това става на специално събитие в Ещорил, Португалия. Като признание за неговите усилия, Нийнистьо е избран за почетен председател на Европейската народна партия в същата година.
От основаването си ЕНП е имала следните председатели:
- Лео Тиндеманс (1976 – 1985)
- Пит Букман (1985 – 1987)
- Жак Сантер (1987 – 1990)
- Вилфрид Мартенс (1990 – 2013)
- Жозеф Дол (2013 – 2019)
- Доналд Туск (2019 – 2022)
- Манфред Вебер (2022 – наст.)

## Платформа и манифест
По време на своя конгрес в Букурещ през 2012 г., Европейската народна партия актуализира своята политическа платформа след 20 години (Конгрес на ЕНП в Атина, 1992) и одобрява политически манифест, в който обобщава основните си ценности и политики.
Сред тях се подчертават:
- Свободата като централно човешко право в съчетание с отговорност
- Зачитане на традициите и сдруженията
- Солидарност – да се помогне на хората в нужда, които от своя страна също трябва да положат усилия, за да подобрят положението си
- Осигуряване на стабилност на публичните финанси
- Запазване на здравословна околна среда
- Субсидиарност
- Плуралистична демокрация и социална пазарна икономика

Манифестът също описва приоритетите на ЕНП за ЕС, включително:
- Европейски политически съюз
- Директни избори за председател на Европейската комисия
- Цялостност на единния европейски пазар
- Насърчаване на семейството, подобряване на образованието и здравеопазването
- Укрепване на общата политика в областта на имиграцията и предоставяне на убежище и интеграция на имигрантите
- Продължаване на разширяването на ЕС, засилена европейска политика на съседство и предлагане на специални рамки по отношение на държави, които не могат или не искат да се присъединят към ЕС
- Определяне на обща енергийна политика на ЕС
- Укрепване на европейските политически партии

### Манифест на ЕНП – Европейски избори'2009
С манифеста си за предизборната кампания за Европейски избори'2009, Европейската народна партия очертава следните приоритети в своята политика за управлението на Европейския съюз:
- Създаване на нови работни места. Продължаване на реформите и инвестициите в образованието, в политиката на ЕС за обучение през целия живот и заетостта, с цел създаване на по-добри възможности пред всеки;
- Премахване на протекционизма и по-добре координирана фискална и парична политика на европейските правителства като мерки за справяне с глобалната икономическа криза;
- Увеличаване на прозрачността и мониторинга на финансовите пазари. Връщане на банките към тяхната основна функция за предпазване на спестяванията на гражданите и осигуряване на ликвидността на европейската икономика;
- Увеличаване на инвестициите в екологичните технологии и утвърждаване на Европа като лидер в този сектор, с цел нарастване на икономическия растеж и създаване на повече работни места, като едновременно с това Европа да стане по-малко зависима от добива на полезни изкопаеми;
- Нарастване на дела на възобновяемата енергия на поне 20% от общия енергиен баланс до 2020 г.
- Намаляване на емисиите на ядрена енергия за страните-членки;
- Облекчения за работещи родители, осигуряване на повече детски заведения и въвеждане за отпуск по майчинство (бащинство) и за двамата родители;
- Разработване на стратегия за привличане на квалифицирани работници от останалата част на света, за да бъде европейската икономика по-конкурентоспособна и динамична.

## Структура

### Председателство
Председателството е изпълнителният орган на партията. То решава общите политически насоки на партията и ръководи Политическата асамблея. Председателството се състои от председател, десет заместник-председатели, почетни председатели, генерален секретар и финансов директор. Освен това, председателят на Групата на ЕНП в Европейския парламент, председателите на Комисията, Европейския парламент, Съвета и Върховния представител (доколкото те са членове на член на партията) са всички служебни заместник-председатели.
Към 2015 г. председателството включва:
- Председател – Жозеф Дол;
- Генерален секретар – Антонио Лопес-Истуриц (член на ЕП, представител на Испания);
- Финансов директор – Кристиан Шмид (член на Бундестага);
- Заместник-председатели:
  - Дейвид Макалистър (член на ЕП, представител на Германия);
  - Йоханес Хан (европейски комисар по европейската политика за съседство и преговори за разширяване, представител на Австрия);
  - Юрки Катайнен (европейски комисар по заетостта, растежа, инвестициите и конкурентоспособността, представител на Финландия);
  - Антонио Таяни (член на ЕП, представител на Италия);
  - Мариане Тейсен (европейски комисар по трудова заетост, социални въпроси, мобилност и труд, представител на Белгия);
  - Рафал Трзасковски (член на полската партия Гражданска платформа);
  - Кинга Гал (член на ЕП, представител на Унгария);
  - Дара Мърфи (член на Kамарата на представителите на Националния парламент на Ирландия);
  - Пауло Рангел (член на ЕП, представител на Португалия);
  - Корен Уортман-Коул (член на ЕП (2004 – 14), представител на Нидерландия);
  - Жан-Клод Юнкер (председател на Европейската комисия, представител на Люксембург);
  - Доналд Туск (председател на Европейския съвет);
  - Манфред Вебер (председател на Групата на ЕНП в ЕП, представител на Германия);
- Почетен председател – Саули Нийнистьо (президент на Финландия).

### Политическа асамблея
Политическата асамблея определя политическите позиции на ЕНП между конгресите, политическите насоки и бюджета, и решава за кандидатурите за членство. Състои се от определени делегати от страните, където има партии – членове на ЕНП, асоциирани партии членове, асоциирани членове и други свързани групи. Заседава най-малко три пъти годишно.

### Конгрес
Конгресът е най-висшият орган за вземане на решения в ЕНП. Събира се веднъж на всеки три години. Избира председателството на партията, взема решения относно главните политически документи и предизборните програми.

## ЕНП в европейските институции

### Европейски съвет
8 от 28-те държавни или правителствени ръководители в Европейския съвет са представители на партии – членове на ЕНП: Себастиан Курц (федерален канцлер на Австрия); Бойко Борисов (министър-председател на България); Андрей Пленкович (министър-председател на Хърватия); Никос Анастасиадис (президент на Кипър); Ангела Меркел (федерален канцлер на Германия); Виктор Орбан (министър-председател на Унгария); Лео Варадкар (министър-председател на Ирландия); Клаус Йоханис (президент на Румъния).

### Европейска комисия
14 от 28-те членове на Европейската комисия са представители на ЕНП: Председателят на ЕК Жан-Клод Юнкер (Християнска социална народна партия, Люксембург); Заместник-председателите на ЕК Юрки Катайнен (Национална коалиция, Финландия), Валдис Домбровскис (Единство, Латвия); Комисарите Мария Габриел (ГЕРБ, България), Гюнтер Йотингер (ХДС, Германия), Мариане Тейсен (Християндемократи и фламандци, Белгия), Йоханес Хан (АНП, Австрия), Димитрис Аврамопулос (Нова демокрация, Гърция), Елжбета Биенковска (Гражданска платформа, Полша), Мигел Ариас Канете (Народна партия, Испания), Тибор Наврачич (Фидес, Унгария), Карлош Моедаш (Социалдемократическа партия, Португалия), Фил Хоган (Фине Гейл, Ирландия), Христос Стилианидис (Демократически съюз, Кипър).

### Европейски парламент
Най-голямата група в Европейския парламент е Групата на ЕНП. Към 2015 г. тя включва 216 членове, неин председател е германецът Манфред Вебер. Кандидатиралите се за европейски депутати от ЕНП задължително се включват в Групата на Европейската народна партия. Шестима от 14-те зам.-председатели на ЕП са от групата на ЕНП.

## ЕНП извън Европейския съюз
Европейската народна партия е член на Центристкия демократичен интернационал и на Международния демократичен съюз.

## Пълноправни членове
Албания
- Partia Demokratike e Shqipërisë (Демократическа партия на Албания)

 Австрия
- Österreichische Volkspartei (Австрийска народна партия)

 Белгия
- Christen-Democratisch en Vlaams (Християндемократи и фламандци)
- Centre Démocrate Humaniste (Хуманистичен демократичен център)

 България
- ГЕРБ
- Съюз на демократичните сили
- Демократи за силна България

 Хърватия
- Hrvatska demokratska zajednica (Хърватска демократична общност)
- Hrvatska seljačka stranka (Хърватска селска партия)

 Кипър
- Δημοκρατικός Συναγερμός (Демократически съюз (Кипър))

 Чехия
- Křesťanská a demokratická unie – Československá strana lidová (Християндемократически съюз – Чехословашка народна партия)
- TOP 09 (ТОП 09)

 Дания
- Det Konservative Folkeparti (Консервативна народна партия)
- Kristendemokraterne (Християндемократи)

 Естония
- Isamaa (Отечество)

 Финландия
- Kansallinen Kokoomus (Национална коалиция)

 Франция
- Les Républicains (Републиканците)

 Германия
- Christlich-Demokratische Union (Християндемократически съюз)
- Christlich-Soziale Union in Bayern (Християнсоциален съюз)

 Гърция
- Νέα Δημοκρατία (Нова демокрация)

 Унгария
- Fidesz – Magyar Polgári Szövetség (Фидес – Унгарски граждански съюз)
- Kereszténydemokrata Néppárt (Християндемократическа народна партия)

 Ирландия
- Fine Gael (Фине Гейл)

 Италия
- Il Popolo della Libertà (Народът на свободата)
- Alternativa Popolare (Популярна алтернатива)
- Unione di Centro (Съюз на центъра)
- Popolari per l'Italia (Народняци за Италия)

 Латвия
- Vienotība (Единство)

 Литва
- Tėvynės sąjunga – Lietuvos krikščionys demokratai (Съюз за Отечеството – Литовски християнски демократи)

 Люксембург
- Chrëschtlech Sozial Vollekspartei (Християнска социална народна партия)

 Малта
- Partit Nazzjonalista (Националистическа партия)

 Нидерландия
- Christen-Democratisch Appèl (Християндемократически призив)

 Полша
- Platforma Obywatelska (Гражданска платформа)
- Polskie Stronnictwo Ludowe (Полска народна партия)

 Португалия
- Partido Social Democrata (Социалдемократическа партия)
- Centro Democrático e Social – Partido Popular (Социален и демократически център – Народна партия)

 Румъния
- Partidul Național Liberal (Национална либерална партия)
- Uniunea Democrată a Maghiarilor din România (Демократичен съюз на унгарците в Румъния)
- Partidul Mișcarea Populară (Народно движение)

 Словакия
- Magyar Koalíció Pártja/Strana maďarskej koalície (Партия на унгарската коалиция)
- Krestanskodemokraticke hnutie (Християндемократическо движение)
- MOST – HÍD (МОСТ)

 Словения
- Slovenska demokratska stranka (Словенска демократическа партия)
- Nova Slovenija (Нова Словения)
- Slovenska ljudska stranka (Словенска народна партия)

 Испания
- Partido Popular (Народна партия)

 Швеция
- Moderata samlingspartiet (Умерена партия)
- Kristdemokraterna (Християндемократи)

## Асоциирани членове
Северна Македония
- Внатрешна македонска револуционерна организација – Демократска партија за македонско национално единство (ВМРО-ДПМНЕ) (Вътрешна македонска революционна организация – Демократическа партия за македонско национално единство (ВМРО-ДПМНЕ))

 Норвегия
- Høyre (Консервативна партия)

 Сърбия
- Српска напредна странка/Srpska napredna stranka (Сръбска прогресивна партия)
- Савез војвођанских Мађара/Savez vojvođanskih Mađara (Алианс на унгарците във Войводина)

 Швейцария
- Christlichdemokratische Volkspartei (Християндемократическа народна партия на Швейцария)

## Наблюдатели
Армения
- Hayastani Hanrapetakan Kusaktsutyun (Арменска републиканска партия)
- Haykakan veratsnund (Арменско възраждане)
- Zharangut’yun (Наследство)

 Беларус
- Biełaruskaja chryscijanskaja demakratyja' (Беларуска християндемокрация)
- Abjadnanaja Hramadzianskaja Partyja Biełarusi (Обединена гражданска партия на Беларус)

 Босна и Херцеговина
- Stranka demokratske akcije (Партия за демократично действие)
- Hrvatska demokratska zajednica Bosne i Hercegovine (Хърватска демократична общност в Босна и Херцеговина)
- Partija demokratskog progresa RS (Партия на демократичния прогрес на Република Сръбска)
- Hrvatska demokratska zajednica 1990 (Хърватска демократична общност 1990)

 Финландия
- Kristillisdemokraatit (Християндемократи)

 Грузия
- Ertiani Natsionaluri Modzraoba (Единно национално движение)

 Италия
- Südtiroler Volkspartei (Южнотиролска народна партия)

 Молдова
- Partidul Liberal Democrat din Moldova (Либерално-демократическа партия на Молдова)
- Partidul Platforma Demnitate şi Adevăr (Платформа „Достойнство и истина“)
- Partidul Acțiune și Solidaritate (Партия на действието и солидарността)

 Норвегия
- Kristelig Folkeparti (Християнска народна партия)

 Сан Марино
- Partito Democratico Cristiano Sammarinese (Санмаринска християндемократическа партия)

 Косово
- Lidhja Demokratike e Kosovës (Демократическа лига на Косово)

 Украйна
- Всеукраїнське об'єднання „Батьківщина“ (Всеукраинско обединение „Отечество“)
- Український Демократичний Альянс за Реформи (УДАР) (Украински демократичен алианс за реформи на Виталий Кличко)